# Diptychon des Federico da Montefeltro mit seiner Gattin Battista Sforza
Piero della Francescas Doppelbildnis des Herzogspaares von Urbino zählt zu den berühmtesten Porträts der abendländischen Kunstgeschichte überhaupt. Dargestellt werden Federico da Montefeltro, Herzog von Urbino und seine Frau Battista Sforza.

## Diptychon des Federico da Montefeltro mit seiner Gattin Battista Sforza

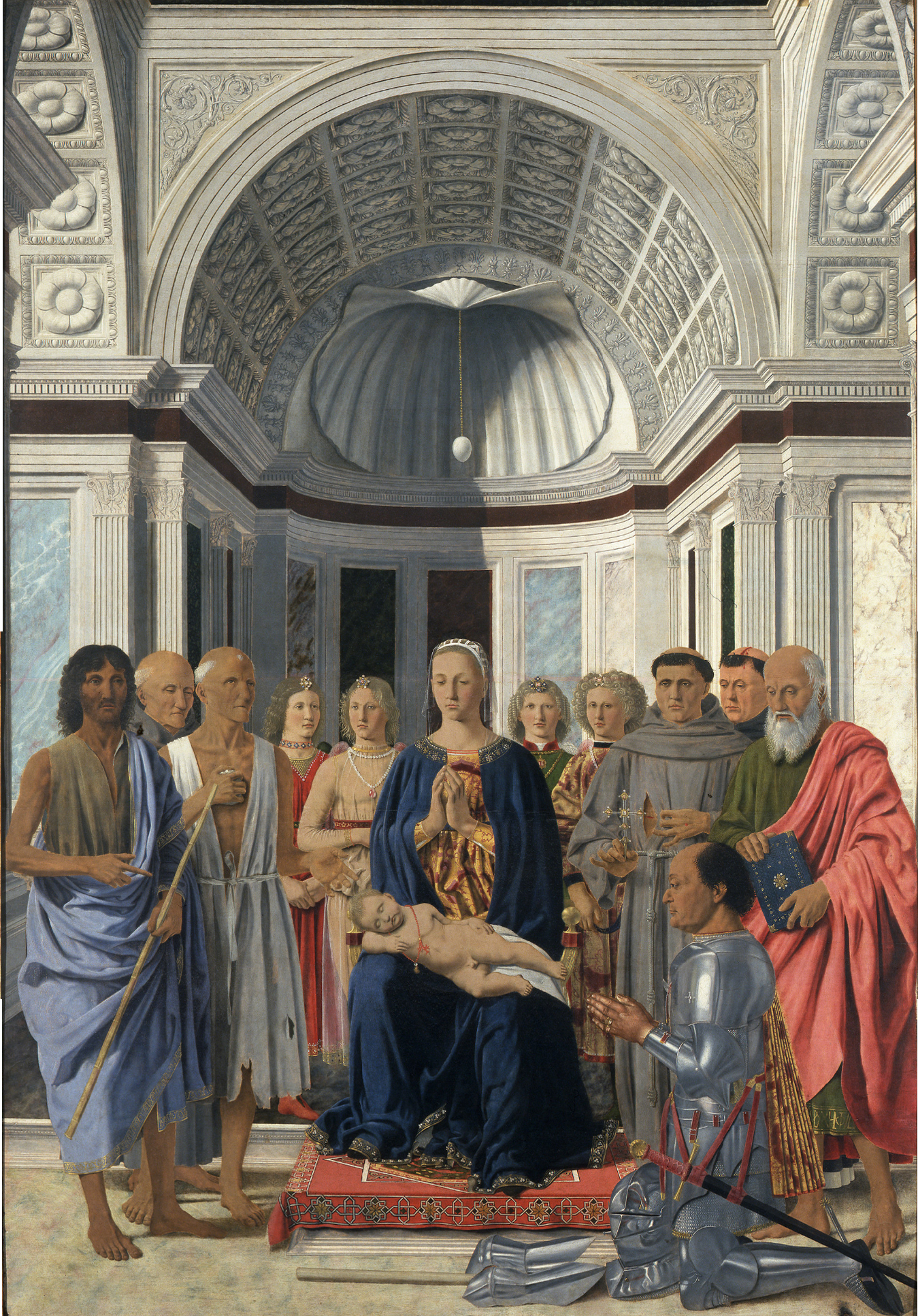
Pala Montefeltri, r. kniend der Stifter

In der ursprünglichen Form war das Diptychon wahrscheinlich mit einem Rahmen aus Nussbaumholz versehen, die beiden Tafeln waren durch Scharniere verbunden und konnten zusammengeklappt werden. Dadurch erklärt sich, dass die Seiten, die das Herzogspaar darstellen, wesentlich besser erhalten sind als die damaligen Außenseiten mit den Triumphzügen. Entstanden ist das Doppelbildnis wahrscheinlich nach dem Tod Battista Sforzas, d. h. um 1472/1473.
Piero della Francesca, der Maler des Bildes, war seit 1469 sporadisch am Hof Federicos tätig, seinen Traktat über die Perspektive hatte er ihm gewidmet und die heute in der Pinacoteca di Brera in Mailand aufbewahrte Pala Montefeltro mit dem Bildnis des Herzogs als Stifter wurde um 1472 vollendet. Pieros Diptychon ist das erste einer stattlichen Reihe von Bildnissen des ehemaligen Condottiere, der erst 1474 vom Papst den ersehnten Titel eines dux erhielt, mit dem er seine nicht ganz legalen Ansprüche auf die Herrschaft endgültig bestätigt sah.
Laut Tönnesmann und Roeck sind heute noch 33 Abbildungen des Herzogs erhalten, die meisten von ihm selbst in Auftrag gegeben. Damit ist er der am häufigsten porträtierte Mensch seiner Zeit. Geprägt wurde das Bild mit dem unverwechselbaren Profil durch Pieros geniale Portraitkunst. Darüber hinaus wurde es in einer die Kultur der Renaissance verklärenden Epoche zur „Ikone“ des aufgeklärten, umfassend gebildeten, kunstliebenden und durchsetzungsstarken Renaissancefürsten.
Es entspricht wohl auch dem „Image“, dem Bild, das der Herzog mit allen ihm zur Verfügung stehenden Mitteln der Propaganda von sich selbst schaffen wollte, und wie er in Castigliones berühmtem Buch vom Hofmann beschrieben wird:
Es fehlt nicht an wahrhaftigen und ausreichenden Zeugnissen von Leuten, die noch heute leben, über seine Klugheit und Bildung, seine Gerechtigkeit und Freigebigkeit, seinen Hochsinn und seine Kriegskenntnis, Eigenschaften, die hauptsächlich durch die von ihm erfochtenen Siege, durch seine Eroberungen uneinnehmbarer Plätze und durch seine Schlagfertigkeit im Feld erhärtet werden...
Es wird angenommen, dass das Diptychon zunächst im herzoglichen Palast von Urbino aufgestellt war. Nach dem Aussterben der Montefeltro fielen Palast und Herzogtum an Francesco della Rovere, die alten Besitzer waren für die Nachfolger nicht mehr interessant. Mit dem Nachlass der della Rovere kam es 1631 nach Florenz, wurde zunächst in die Villa Medici Poggio Imperiale gebracht und erst ab 1773 in den Uffizien gezeigt. Wer auf den Bildern dargestellt ist, war im Laufe der Jahrhunderte in Vergessenheit geraten. Erst 1834 wurden die Dargestellten wieder korrekt identifiziert.

## Federico da Montefeltro
Als Federico das Bild in Auftrag gab, befand er sich auf dem vorläufigen Gipfel einer steilen Karriere. Behaftet mit dem Makel unehelicher Geburt – er war der uneheliche Sohn einer unehelichen Tochter des Grafen Guidantonio da Montefeltro – war er durch glückliche Umstände – die Adoption durch seinen bis dahin ohne legitime männliche Erben gebliebenen Großvater mit päpstlicher Beurkundung durch Papst Martin V. – zum Erben des Hauses Montefeltro erklärt worden. Geprägt wurde der neue Erbfolger durch seine Zeit als Geisel des Papstes in Venedig, wo er im Kreise der damaligen Jeunesse dorée verkehrte und durch seine Ausbildung in der Casa Giocosa in Mantua bei Vittorino da Feltre, Leiter der berühmtesten Humanistenschule seiner Zeit.

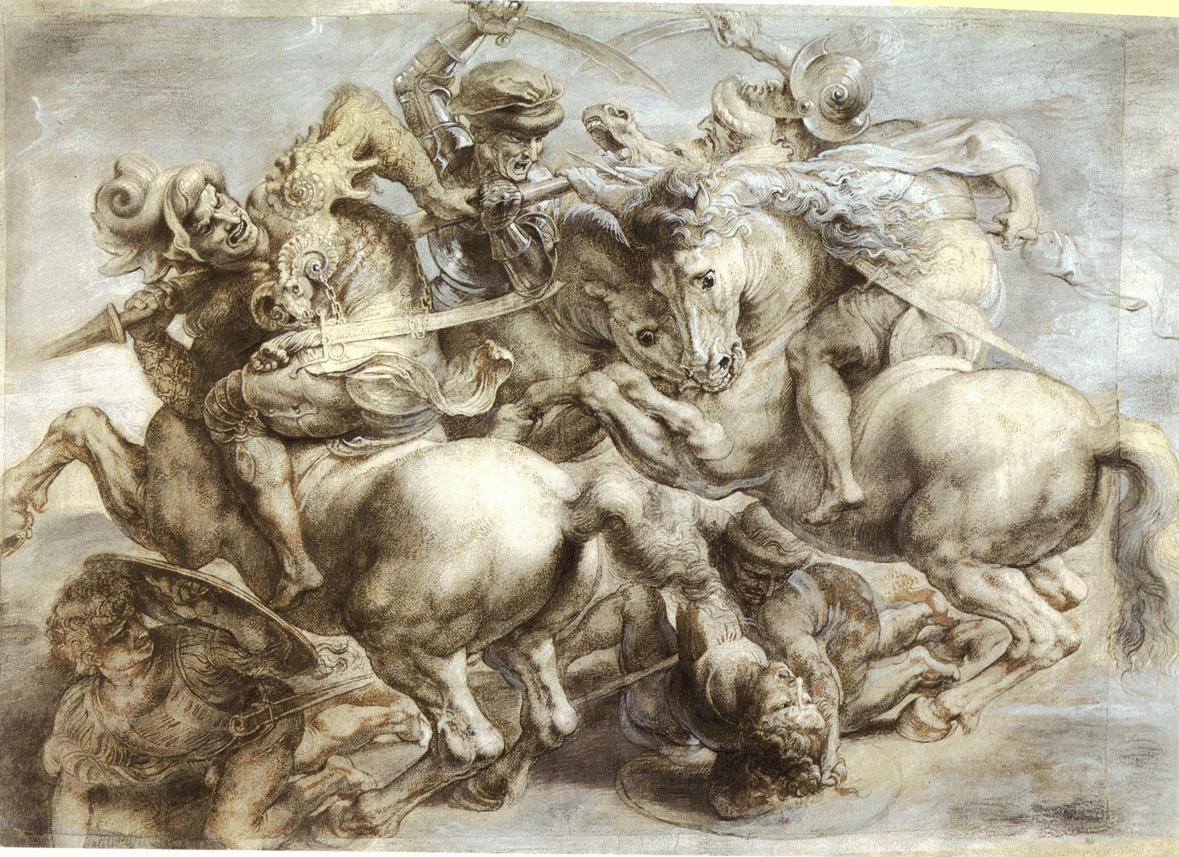
Leonardos Schlacht von Anghiari, Detail in einer Kopie von Rubens

Ab 1438 hatte seine militärische Laufbahn begonnen, die ihn zum erfolgreichsten Condottiere Italiens werden ließ. Nacheinander, manchmal auch gleichzeitig, stand er im Dienst der Visconti und der Sforza, der Republik Venedig, der Florentiner, des Papstes, des Königs von Neapel. Wahrscheinlich war er Teilnehmer an der Schlacht von Anghiari, einer der berühmtesten Schlachten der Zeit, von Leonardo in einem spektakulären Wandgemälde dargestellt, das leider nicht erhalten ist.
Immer im Auge hatte er den eigenen Vorteil: Mehrung seines Vermögens, Erweiterung seines Landbesitzes und die Herzogswürde Urbinos. Roeck nennt den Condottiere Montefeltro einen „Kriegsunternehmer“ und Herrn eines "Wirtschaftsunternehmens ... spezialisiert auf leasing von Söldnertruppen und Kriegsgerät".
Nach dem Tod Guidantonios 1443 ernannte der Papst Oddantonio da Montefeltro, einen jüngeren Halbbruder Federicos, zum Herzog von Urbino. Er wurde jedoch ein Jahr später ermordet. Federicos Rolle bei der Verschwörung gegen Oddantonio konnte nie ganz geklärt werden, der Verdacht, dass er der Drahtzieher war, konnte nie entkräftet werden.

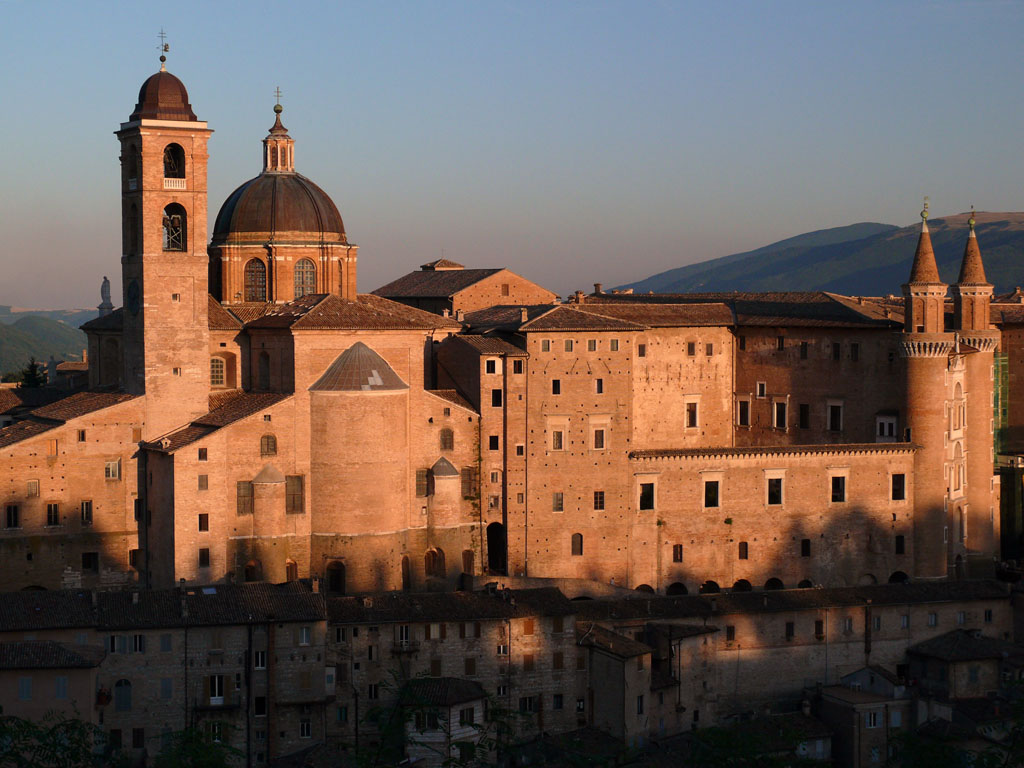
Dom und Herzogspalast in Urbino

Um 1472, als Piero an dem Bild arbeitete, war Federicos Herrschaft in Urbino gefestigt, der Umbau des Palazzo ducale in Urbino zu einem von Künstlern, Literaten und konkurrierenden Fürstenhöfen bewunderten Musenhof war in Gang. Zu Federicos Projekt seiner Stilisierung als humanistisch gebildeter Fürst, als Förderer von Kunst und Wissenschaft, von Urbino als Hort der Kultur, der Kunst, der Wissenschaft und einer an antiken Maßstäben orientierten Humanitas, das das wenig schöne Bild eines Emporkömmlings, blutigen Kriegsherrn und eines gewalttätigen Machtmenschen vergessen lassen sollte, gehört auch Piero della Francescas Doppelporträt.

## Battista Sforza
Battista war 1446 als Tochter des Herrn von Pesaro, Alessandro Sforza, geboren worden. Als knapp Vierzehnjährige wurde sie mit dem damals 38-jährigen Federico da Montefeltro verheiratet. Das erste Kind, eine Tochter, wurde im folgenden Jahr geboren, verstarb aber bereits kurz nach der Geburt. Sieben weitere Töchter folgten und erst 1472 der ersehnte Thronfolger Guidobaldo da Montefeltro, dessen Geburt am 24. Januar 1472 die Mutter nur um wenige Monate überlebte. Battista Sforza starb im März 1472.

## Beschreibung

### Der Herzog
1472 war Federico bereits 50 Jahre alt, zu seiner Zeit ein alter Mann. Sein Gesicht war entstellt durch einen Unfall, den er im Alter von 28 Jahren bei einem Ritterturnier erlitten hatte. Bei einem Kampf war die Lanze seines Gegners durch den Sehschlitz des Visiers in das rechte Auge gedrungen und hatte dabei das Nasenbein gebrochen. Der zerbeulte Helm auf der Pala Montefeltro erinnert an den Kampf.

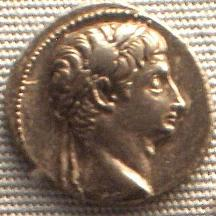
Kaiser Augustus auf einem römischen Denarius

Der Maler stand also vor dem Problem, einerseits ein Staatsportrait zu schaffen, das die Würde, den Rang und die „Großartigkeit“ des Herrschers ausdrückt, andererseits sollte er ...die Natur nachahmen, Federico also in seiner Individualität vorführen, wie es die Kunsttheorie der Frührenaissance forderte.
Die unübliche Platzierung des Mannes auf die rechte Seite des Diyptychons – das Doppelporträt weicht hier von den Konventionen der Ehebildnisse ab – findet hier ihre Erklärung.
Durch die Darstellung des Herzogs im Profil konnte dessen markantes Gesicht naturgetreu wiedergegeben werden und beiläufig im Betrachter die Assoziation an Herrscherporträts auf römischen Münzen und Medaillen hervorgerufen werden, die den Dargestellten auf diese Weise nobilitierten.
Das Porträt ist ein Bruststück, Gesicht und Körper in strengem Profil. Federico ist bekleidet mit einem roten Barett, der damals üblichen Kopfbedeckung des Adels und einem schlichten Gewand aus leuchtend rotem Tuch, aus dem am Hals ein schmaler Streifen des weißen Untergewandes herausschaut. Es gibt keine Insignien von Rang, Macht oder Reichtum, wie Orden, Schmuck oder Machtrequisiten.
Federicos Gesicht ist sonnengebräunt und vom Wetter gegerbt, zeigt aber nur wenige Spuren des Alters, ebenso wie sein dichtes Haar von jugendlichem Schwarz ist. Hier wird der Maler seinen Auftraggeber ein wenig geschönt haben, wenn er auch die markante Nase und die Warzen auf der Wange naturgetreu wiedergibt.

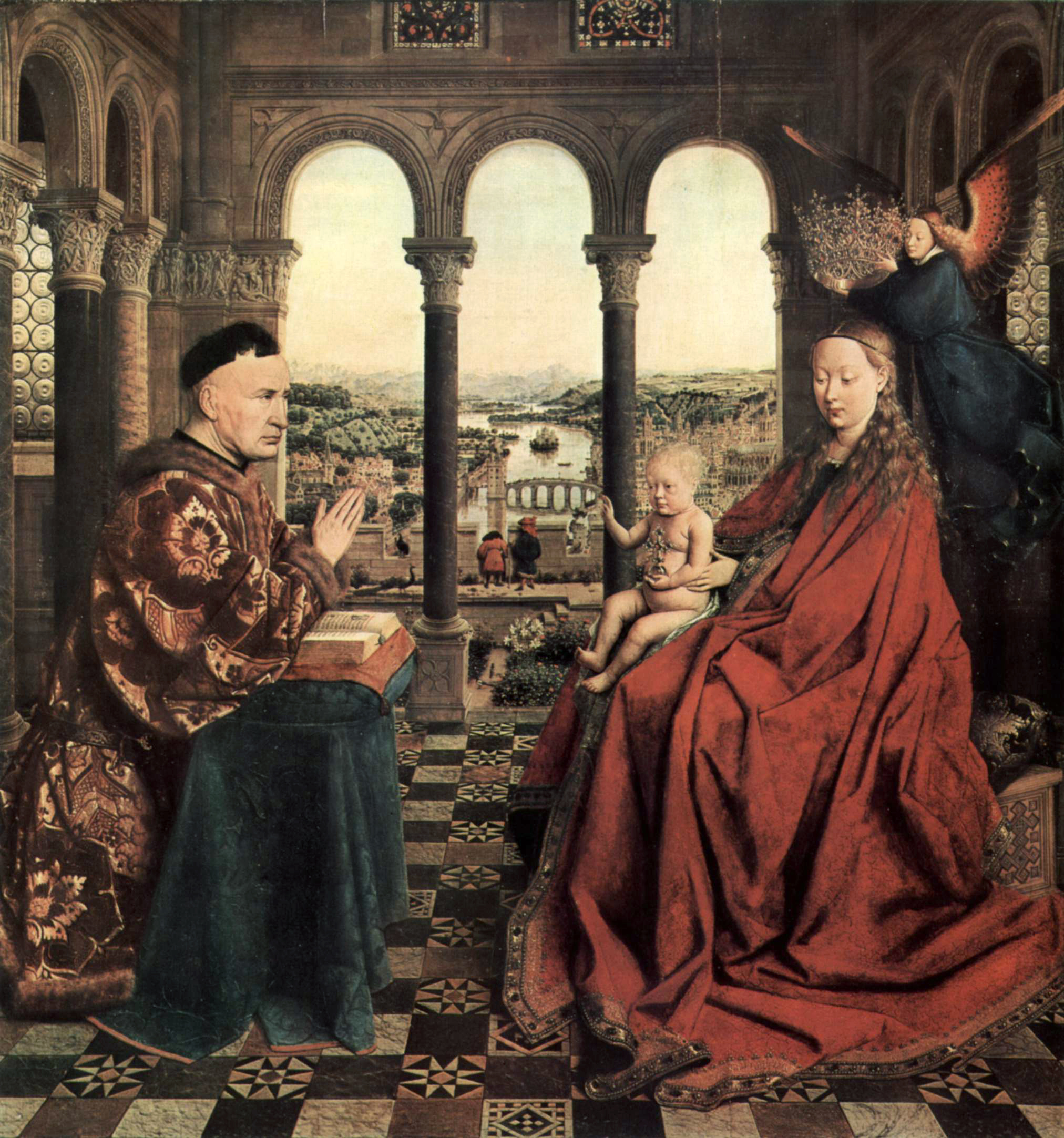
Jan van Eyck Bildnis des Kanzlers Rolin

Die leuchtend scharlachrote Farbe der Kleidung hebt sich dominant vor der Folie eines pastellblauen Himmels und einer in der Morgensonne glänzenden Landschaft ab. Der breite ruhig dahinströmende Fluss, auf dem zwei Fischerboote segeln, und der im Morgenlicht zu einem lichtintensiven Spiegel wird, vermitteln ein Bild von Ruhe, Frieden und Harmonie. Felder, Alleen und Baumgärten weisen auf die blühende Wirtschaft und Kultur in Federicos Herrschaft hin, die durch die Geburt des Thronfolgers endlich gesichert ist.
In der Konzeption des Bildes ist Piero neue Wege gegangen. Nach dem Vorbild flämischer Porträtmaler, die auch am Hof von Urbino tätig waren, setzt Piero den Porträtierten zwar vor eine Landschaft, allerdings nicht mehr als Ganzfigur, wie es bis dahin von den Flamen praktiziert worden war.

### Triumphzug des Herzogs
Der Herzog thront auf einem von zwei Schimmeln gezogenen Triumphwagen, der von einem kleinen Cupido mit einem Zepter kutschiert wird. Er wird von den vier Kardinaltugenden, versehen mit ihren üblichen Attributen und der Allegorie der Fama begleitet. Anders als in der Antike ist Fama in Bildern der Renaissance und des Barock positiv konnotiert und kann ewigen Ruhm bedeuten. Federico ist barhäuptig, trägt seine Rüstung und in der Rechten einen Kommandostab. Außer dem markanten Profil gibt es auf dem Triumphbild, das ihn von seiner rechten Seite zeigt, keinerlei Hinweise auf sein zerstörtes Auge. Fama krönt ihn mit Lorbeer, ebenso wie siegreiche Feldherrn im antiken Rom mit Lorbeerkränzen geehrt wurden.
Das Panorama der Hintergrundlandschaft entspricht im Ganzen dem auf dem Porträt. In der Beibehaltung und Kontinuität des Landschaftspanoramas auf den Innen- und Außenseiten des Diptychons sieht Hessler den Hinweis auf eine fortlaufende, von Petrarcas Trionfi inspirierte Erzählung, mit der Piero in Konkurrenz zur Dichtung trat.
Die lateinische Inschrift in römischer Antiqua auf der Sockelzone des Triumphes, der illusionistisch wie aus Marmor gemeißelt aussieht, lautet:
CLARUS INSIGNI VEHITOR TRIUMPHO '
QUEM PAREM SUMMIS DUCIBUS PERHENNIS '
FAMA VIRTUTUM CELEBRAT DECENTER '
SCEPTRA TENENTEM '
sinngemäß übersetzt: Er, den der ewige Ruhm der Tugend feiert, würdiger Träger des Zepter, dem größten Fürsten gleich, mit den Insignien des Triumphs
Die Aussage des Bildes wird – für ewig eingemeißelt in Stein – nochmals wiederholt.

### Die Herzogin
Die linke Seite des Diptychons zeigt ein Brustbild von Battista Sforza, ebenfalls im Profil und ebenfalls vor einem pastellblauen Himmel und der umbrischen Hügellandschaft, deren Horizontlinie genau auf die des anderen Bildes trifft.
Damit sind die Gemeinsamkeiten der beiden Bildnisse fast erschöpfend beschrieben, der Kontrast in allen Details könnte nicht größer sein. Strahlt der Herzog Kraft, Vitalität und das Selbstbewusstsein eines Machthabers aus, nachdrücklich unterstrichen durch das dominante Rot seiner Kleidung, so ist seine Frau von auffallender Blässe und Zartheit. Ihr maskenhaftes Gesicht mit einer Haut wie aus Elfenbein, das nur von wenigen schwachen Schatten modelliert wird, scheint fast leblos. Die nach der Mode ausgezupften Augenbrauen, die ausrasierte Stirn und die kaum gefärbten Lippen unterstreichen diesen Eindruck. Das dünne blonde Haar ist mit einem eingeflochtenen weißen Band, das sich am Hinterkopf zu einem faltigen Knäuel bauscht, zu einer kunstvollen Schneckenfrisur aufgesteckt. Ein goldenes mit Perlen bestücktes Schmuckstück auf dem Kopf und eine weitere goldene Agraffe in der Haarschnecke vervollständigen Battistas aufwendige Haartracht. Die Farbe ihrer Kleidung ist von äußerster Zurückhaltung: Das Kleid aus stumpfem schwarzen Tuch wird nur durch die Brokatärmel mit Granatapfelmuster veredelt. Um den Hals trägt Battista ein breites Band, das mit Perlen, kleinen Korallen und Edelsteinen reich bestückt ist. Am Band selbst ist ein in Gold gefasstes Medaillon mit einer
Perlenkette befestigt.

### Triumphzug der Herzogin
Battista thront auf einem von Einhörnern gezogenen Triumphwagen. Das Podest ihres Thronsessels steht auf einem schwarzen Tuch, das den Boden des Wagens verhüllt. Sie ist in ein dunkelrotes Gewand mit Brokatärmeln gekleidet und liest in einem Buch. Hinter ihrem Thron stehen zwei allegorische Gestalten, die Allegorie der Keuschheit und – so kann man annehmen – die christliche Tugend der Hoffnung, vollkommen in ein graues Gewand gehüllt und mit einem Kopfschleier bedeckt. Die beiden anderen Tugenden Caritas und Fides, Liebe und Glaube, sitzen vorne auf dem Wagen. Caritas trägt in den Händen einen Pelikan, Symbol für die aufopfernde Liebe einer Mutter, die für das Leben ihrer Kinder ihr Blut opfert, eine Anspielung auf Battista, die die Geburt des Thronfolgers mit ihrem eigenen Leben bezahlt hatte. Kutschiert wird der Triumphwagen von einem kleinen Cupido mit weißen Flügeln.
Einhörner sind Fabeltiere, die in der Emblematik und der profanen und christlichen Symbolik vielfältige und komplexe Bedeutungen haben.
Auch der Wagen der Minerva, römisches Pendant der Pallas Athene, der griechischen Göttin der Weisheit, wird im Palazzo Schifanoia von Einhörnern gezogen, und Battista war ja eine sehr gebildete Frau, die Griechisch und Latein beherrschte, in den Gesprächszirkeln der Humanisten eine gleichrangige Gesprächspartnerin war und bei Abwesenheit Federicos die Staatsgeschäfte führte.
Einhörner können auch Symbole der Keuschheit und der Ehe sein, und hier korrespondieren sie mit dem lateinischen Text der Tafel:
QUEM MODUM REBUS TENUIT SECUNDIS '
CONIUGIS MAGNI DECORATA RERUM '
LAUDE GESTARUM VOLITAT PER ORA '
CUNCTA VIRORUM '
dem Sinne nach: Der Ruf ihrer Sittsamkeit eilte von Mund zu Mund, ihre Zierde sind die Taten des Gemahls.
Über der Landschaft liegen die langen Schatten des Abends und verdunkeln weite Flächen der umbrischen Hügellandschaft im Hintergrund. Dass Piero den Triumph Battistas im Abendlicht gemalt hat, wird von Interpreten ebenso wie die auffallend blasse Hautfarbe Battistas im Porträt selbst sowie das schwarze Tuch des Wagens als Indiz dafür gesehen, dass das Bild nach Battistas Tod gemalt wurde.